# Zooblax elateroides
Zooblax elateroides là một loài bọ cánh cứng trong họ Cerambycidae.